# Carex frankii
Carex frankii là một loài thực vật có hoa trong họ Cói. Loài này được Kunth mô tả khoa học đầu tiên năm 1837.

## Hình ảnh

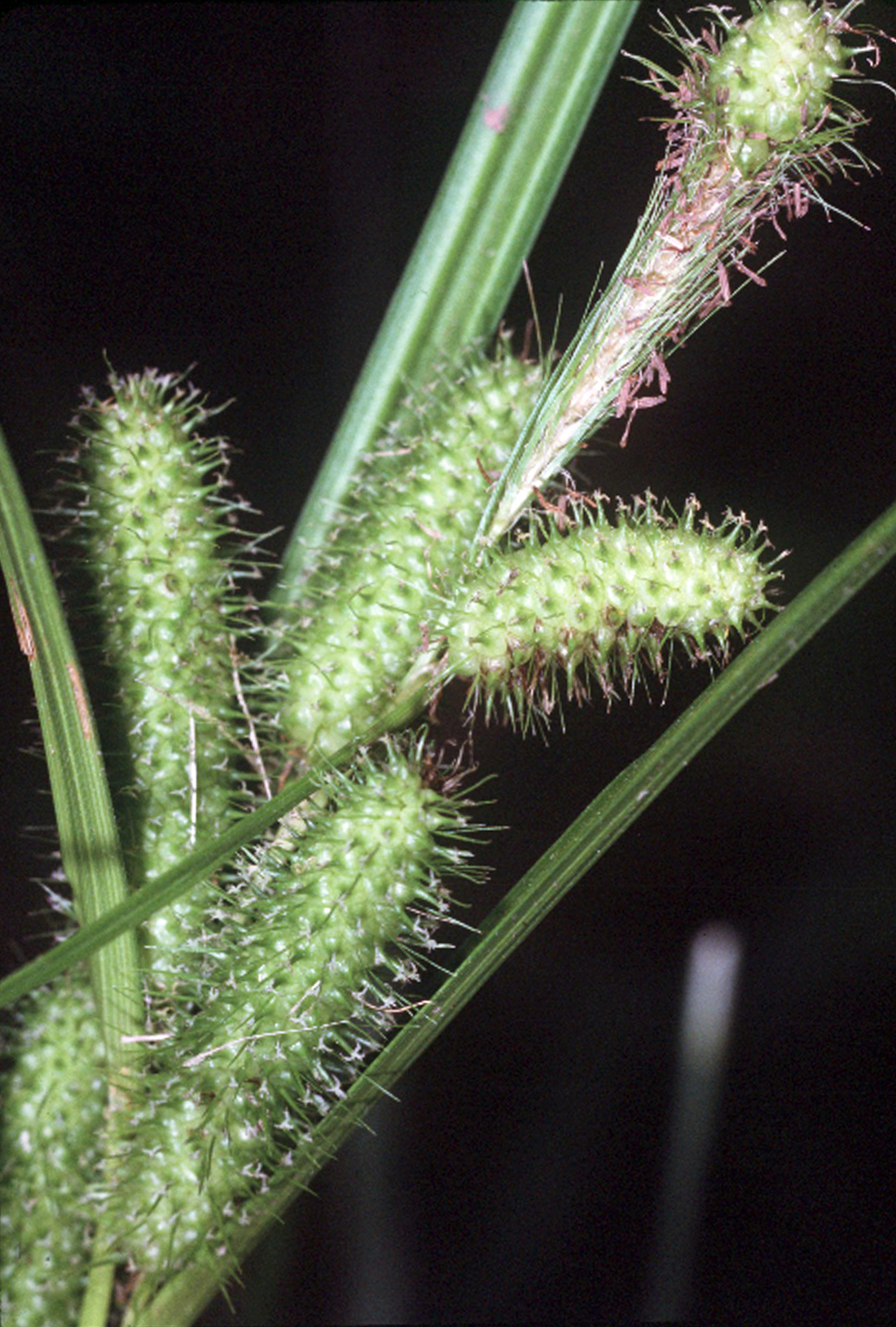